# Albert Suho
Albert Suho (* vor 1390 in Osnabrück; † nach 1449) war ein deutscher Geistlicher und Schreiber.
Suho vertrat seine Heimatstadt Osnabrück beim Basler Konzil. Er verfasste mehrere geistliche Traktate in Latein und eine Weltchronik in mittelniederdeutscher Sprache.
Suhos Chronik erzählt eine kontinuierliche Geschichte ab der Schöpfung der Welt bis ins Jahr 1447 (1452 in einer zweiten Redaktion), mit Schwerpunkt auf Osnabrück in den späteren Teilen. Der größte Teil des Textes schöpft aus den damals maßgeblichen Texten (Petrus Riga, Martin von Troppau) und ist deshalb relativ uninteressant, aber die letzten Teile stellen eine wichtige Quelle für die Kirchengeschichte der Stadt dar.
Lange war nur eine Handschrift der Chronik bekannt (Berlin/Kraków). Zwei weitere Handschriften sind in letzter Zeit entdeckt worden (Warburg in den 1990er Jahren, Leiden 2012).